# Liste der Kulturdenkmale in Umpferstedt
In der Liste der Kulturdenkmale in Umpferstedt sind alle Kulturdenkmale der thüringischen Gemeinde Umpferstedt (Landkreis Weimarer Land) und ihrer Ortsteilen aufgelistet (Stand: 26. April 2012).

## Umpferstedt
Einzeldenkmale
| Bild                                    | Bezeichnung                                                              | Lage                  | Datierung | Beschreibung | ID |
| --------------------------------------- | ------------------------------------------------------------------------ | --------------------- | --------- | ------------ | -- |
| weitere Bilder Fotos hochladen          | Kirche mit Kirchhof                                                      | (Karte)               |           |              |    |
| Direkt Bild zu diesem Denkmal hochladen | Grabstätte für 11 unbekannte KZ-Häftlinge                                | Friedhof              |           |              |    |
| Direkt Bild zu diesem Denkmal hochladen | Gedenkstele für 11 unbekannte KZ-Häftlinge (Grabstätte auf dem Friedhof) | An der B7 (Parkplatz) |           |              |    |
| Fotos hochladen                         | Pfarrhaus und Grundstücksmauer                                           | Kirchplatz 3          |           |              |    |
| Direkt Bild zu diesem Denkmal hochladen | Taubenturm                                                               | Ortsmitte             |           |              |    |
| Direkt Bild zu diesem Denkmal hochladen | 2 Postmeilensteine                                                       | B 7 und B 87          |           |              |    |

## Quelle
- Denkmalliste Landkreis Weimarer Land. (PDF; 929 kB) weimarerland.de